# Speedrun

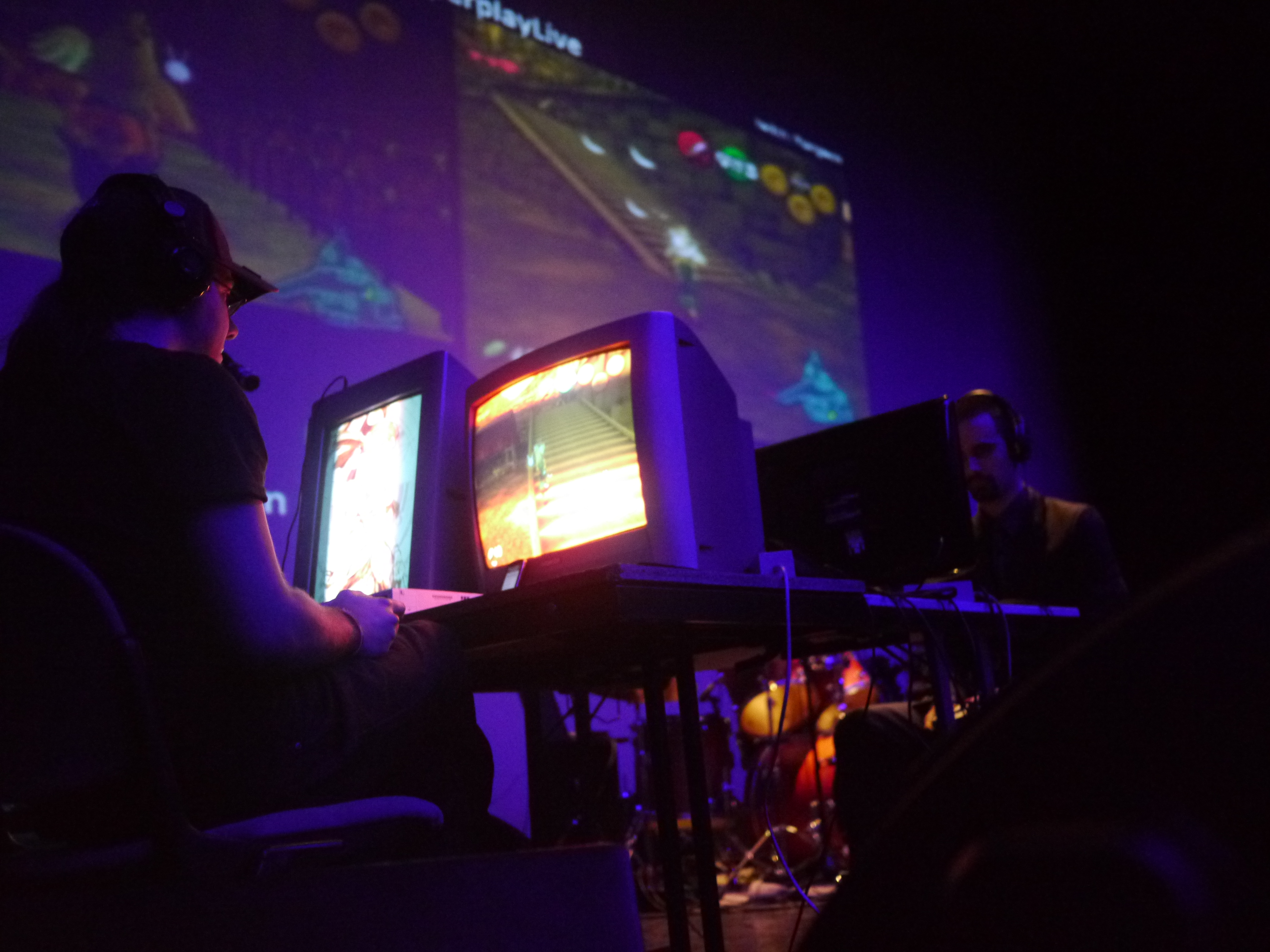
Två personer som gör en speedrun av datorspelet The Legend of Zelda: Ocarina of Time på ett speedrunorienterat konvent.

Speedrun är ett begrepp inom datorspel som innebär att man försöker klara ett datorspel på kortast möjliga tid. Detta åstadkommer man ofta genom till exempel utnyttja diverse glitchar i spelet och optimering av karaktärsrörelser. Det är kutym att spelarna spelar in sina speedruns för att på så sätt kunna bevisa sin tid, så en följd av det har blivit att de flesta som gör speedruns strömmar det direktsänt på strömningstjänster, exempelvis Twitch, där spelarna under tiden kan interagera med publiken via chatt och ta emot donationer.

## Kategorier
Spelen som spelas brukar i regel bli uppdelade i olika kategorier, där de vanligaste är "100%", som är en fullständig avklarning av spelet, och "any%", som innebär att man klarar av spelet så fort som möjligt och är inte förpliktigad att skaffa sig alla viktiga föremål eller uppgraderingar, om dessa går att hoppa över. Utöver detta kan vissa spel ha egna kategorier som bara passar in på sitt eget spel. Ett exempel på detta skulle kunna vara Medallions/Stones/Trials (MST) i The Legend of Zelda: Ocarina of Time, där spelaren bara behöver klara av alla tempel och liknande för att klara av kategorin i fråga. Ett annat exempel är i The Legend of Zelda: Majora's Mask där man utöver de vanliga kategorierna även kan spela All Masks, som innebär att man bara behöver plocka åt sig alla masker innan man avklarar spelet.

## Maraton
Varje år finns det diverse föreningar som anordnar ett speedrunmaraton, där det oftast är möjligt att donera pengar till välgörenhet.

### Games Done Quick
De största återkommande evenemangen är Awesome Games Done Quick (förkortat till AGDQ) och Summer Games Done Quick (förkortat till SGDQ) i USA. Evenemangen anordnas av organisationen Speed Demos Archive.

### European Speedrunner Assembly
European Speedrunner Assembly (förkortat ESA) är ett svenskt speedrun-orienterat evenemang som årligen äger rum i Skövde (2012-2015), Växjö (2016-2017) eller Malmö (2018-) sedan 2012. Evenemanget hålls av organisationen själv och alla donationer går till hjälporganisationer såsom Läkare utan gränser eller Rädda Barnen.